# هاري جيفرسون
هاري جيفرسون (بالإنجليزية: Harry Jefferson)‏ هو مهندس أمريكي، ولد في 2 نوفمبر 1946 في ناتشيز في الولايات المتحدة.